# Estesiología
La estesiología (del término griego aisthesis; sensación, sensibilidad y logos; ciencia) es la rama de la anatomía que estudia los órganos de los sentidos, esto es, la ciencia de las sensaciones.
Los sentidos (tacto, olfato, gusto, visión y audición) relacionan al individuo con el medio externo. Constan de células especializadas para recibir una determinada sensación, llamadas neuroepitelios, y una vía de conducción del estímulo, que generalmente son nervios con nombres propios.